# العلاقات التركية التوغوية
العلاقات التركية التوغولية هي العلاقات الثنائية التي تجمع بين تركيا وتوغو.

## مقارنة بين البلدين
هذه مقارنة عامة ومرجعية للدولتين:
| وجه المقارنة                                              | تركيا         | توغو            |
| --------------------------------------------------------- | ------------- | --------------- |
| المساحة (كم2)                                             | 783.56 ألف    | 56.78 ألف       |
| عدد السكان (نسمة)                                         | 80.14 مليون   | 7.80 مليون      |
| الكثافة السكانية (ن./كم²)                                 | 102.28        | 137.37          |
| العاصمة                                                   | أنقرة         | لومي            |
| اللغة الرسمية                                             | اللغة التركية | لغة فرنسية      |
| العملة                                                    | ليرة تركية    | فرنك غرب أفريقي |
| الناتج المحلي الإجمالي (بليون دولار)                      | 851.10 مليار  | 4.81 مليار      |
| الناتج المحلي الإجمالي (تعادل القوة الشرائية) بليون دولار | 1.57 تريليون  | 10.67 مليار     |
| الناتج المحلي الإجمالي الاسمي للفرد دولار أمريكي          | 9.12 ألف      | 559             |
| الناتج المحلي الإجمالي للفرد دولار أمريكي                 | 19.79 ألف     | 1.43 ألف        |
| مؤشر التنمية البشرية                                      | 0.761         | 0.484           |
| رمز المكالمات الدولي                                      | +90           | +228            |
| رمز الإنترنت                                              | .tr           | .tg             |
| المنطقة الزمنية                                           | ت ع م+03:00   | 00              |

## منظمات دولية مشتركة
يشترك البلدان في عضوية مجموعة من المنظمات الدولية، منها:
| علم المنظمة | اسم المنظمة                                                | تاريخ انضمام تركيا | تاريخ انضمام توغو |
| ----------- | ---------------------------------------------------------- | ------------------ | ----------------- |
|             | مؤسسة التنمية الدولية                                      | 22 ديسمبر 1960     | 21 أغسطس 1962     |
|             | يونسكو                                                     | 4 نوفمبر 1946      | 17 نوفمبر 1960    |
|             | وكالة ضمان الاستثمار متعدد الأطراف                         | 3 يونيو 1988       | 15 أبريل 1988     |
|             | الأمم المتحدة                                              | 24 أكتوبر 1945     | 20 سبتمبر 1960    |
|             | العملية المشتركة للاتحاد الأفريقي والأمم المتحدة في دارفور | ?                  | ?                 |
|             | الاتحاد البريدي العالمي                                    | ?                  | ?                 |
|             | البنك الدولي للإنشاء والتعمير                              | 11 مارس 1947       | 1 أغسطس 1962      |
|             | منظمة التعاون الإسلامي                                     | 25 سبتمبر 1969     | ?                 |
|             | منظمة حظر الأسلحة الكيميائية                               | ?                  | ?                 |
|             | الاتحاد الدولي للاتصالات                                   | 1866               | 14 سبتمبر 1961    |
|             | مؤسسة التمويل الدولية                                      | 19 ديسمبر 1956     | 4 سبتمبر 1962     |
|             | المركز الدولي لتسوية المنازعات الاستشارية                  | 2 أبريل 1989       | 10 سبتمبر 1967    |
|             | منظمة التجارة العالمية                                     | 26 مارس 1995       | ?                 |
|             | منظمة الشرطة الجنائية الدولية                              | ?                  | ?                 |
|             | البنك الإفريقي للتنمية                                     | ?                  | ?                 |

## وصلات خارجية
- موقع وزارة الخارجية التركية